# Philadelphia Police Department
Philadelphia Police Department (PPD) é o órgão policial de natureza civil, encarregado da prestação dos serviços de polícia e de segurança pública na cidade da Filadélfia. É o mais antigo departamento municipal de polícia dos Estados Unidos da América e o quarto maior de todo o país, depois dos existentes em Nova Iorque, Chicago e Los Angeles.

## Datas históricas
1881 – Ingresso no Departamento do primeiro cidadão afro-americano;
1887 – A polícia ingressa na estrutura do Departamento Municipal de Segurança Pública;
1889 – Criação da patrulha montada (que seria extinta em 2004);
1906 – Introdução da motocicleta na Polícia da Filadélfia;.
1939 – instalação de aparelhos de radio nas viaturas policiais;
1964 – ocorrência do conflito racial na Filadélfia do Norte; 
1967 - Frank Rizzo, policial, político e ex-prefeito da cidade torna-se Comissário de Polícia da Filadélfia;
1970 - Manifestações dos Black Panther Party (Partido dos Panteras Negras) 
1979 – O Departamento alcança o efetivo de 8.500 homens;
1990 – Um escândalo envolvendo corrupção no 39º Distrito Policial, ao norte da Filadélfia, passa a ter repercussão nacional;
2007 a 2009 - seis policiais morrem em confronto com criminosos durante a ocorrência de crimes diversos.

## Atuação policial

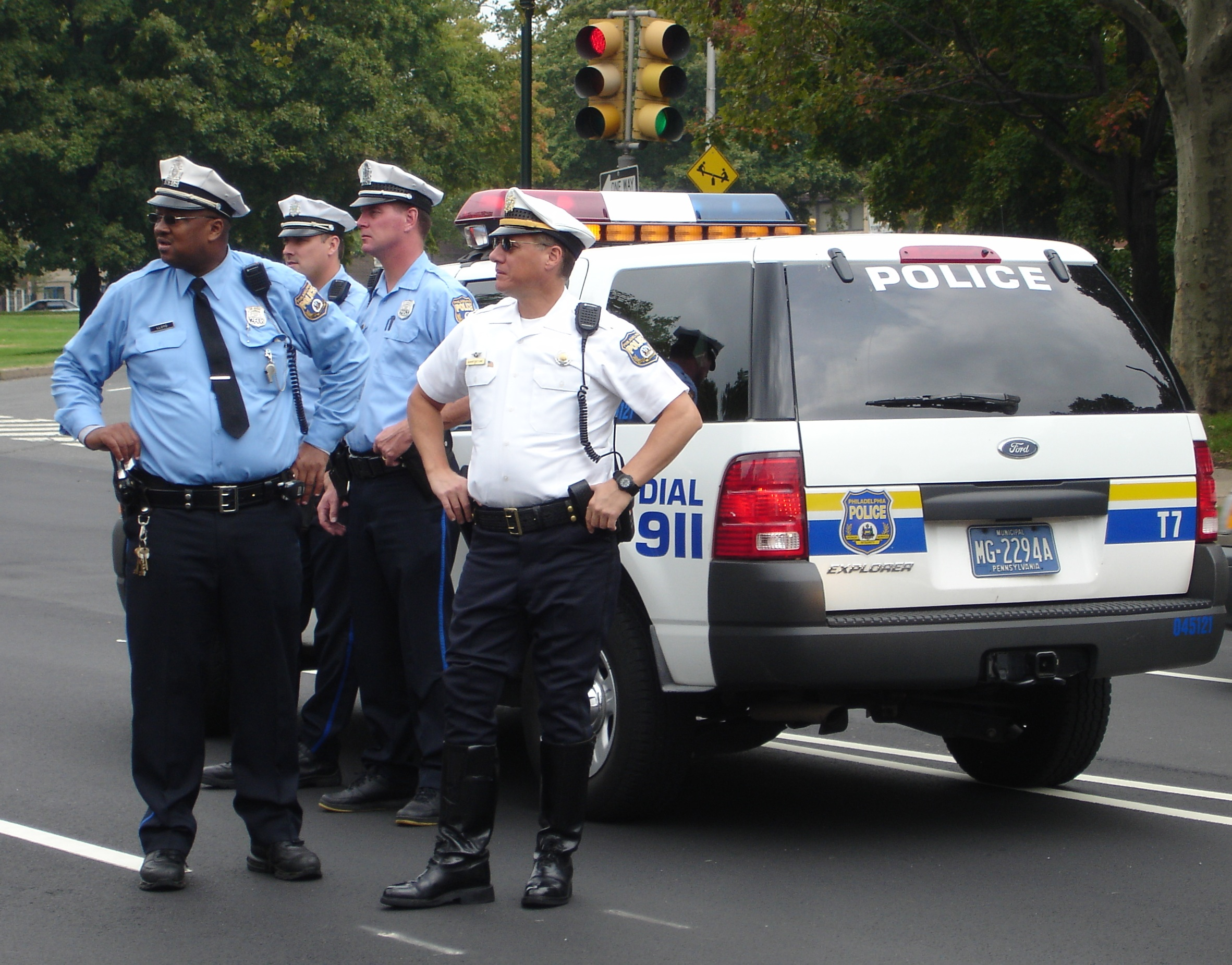
Policiais da Filadélfia junto a uma viatura.

Atualmente, a Polícia da Filadélfia emprega 6.600 policiais e patrulha uma área de 369,6 km2, servindo a uma população de um milhão e meio de habitantes.
O departamento é subdividido em 23 áreas de policiamento e dispõe de unidades especializadas como a SWAT, o K-9 ou canil, a unidade contra-terrorismo, a patrulha marítima e existe um projeto para recriar a cavalaria policial.
O chefe da polícia, chamado de Comissário, ocupa um cargo de confiança para o qual é indicado pela administração municipal.

## Carreira policial
| Cargo                                | Insígnia | Cor do Uniforme (blusa) | Estatuto Funcional        |
| ------------------------------------ | -------- | ----------------------- | ------------------------- |
| Comissário de Polícia                |          | branca                  | Cargo em comissão         |
| Comissário de Polícia Adjunto 3-star |          | branca                  | Cargo em comissão         |
| Comissário de Polícia Adjunto 2-star |          | branca                  | Funcionário civil efetivo |
| Comissário de Polícia Adjunto 1-star |          | branca                  | Funcionário civil efetivo |
| Inspetor Chefe                       |          | branca                  | Funcionário civil efetivo |
| Inspetor                             |          | branca                  | Funcionário civil efetivo |
| Inspetor-Assistente                  |          | branca                  | Funcionário civil efetivo |
| Capitão                              |          | branca                  | Funcionário civil efetivo |
| Tenente                              |          | branca                  | Funcionário civil efetivo |
| Sargento                             |          | branca                  | Funcionário civil efetivo |
| Cabo/Detetive                        |          | azul                    | Funcionário civil efetivo |
| Policial                             |          | azul                    | Funcionário civil efetivo |
| Recruta                              |          | caqui                   | –                         |